# ゴールデンラズベリー賞 最低前日譚・リメイク・盗作・続編賞
ゴールデンラズベリー賞最低前日譚・リメイク・盗作・続編賞（Razzie Award for Worst Prequel, Remake, Rip-off or Sequel）は、ゴールデンラズベリー賞の部門の一つで、その年最低の前日譚作品や続編作品、過去作品のリメイク作品、その他、過去作品のパクリや盗作としか思えないような作品に贈られる。第15回（1994年度）より設置され、その当時はリメイク・続編賞（Worst Remake or Sequel）であった。2006年度と2007年度には最低前日譚・続編賞（Worst Prequel or Sequel）、最低リメイク・盗作（Worst Remake or Rip-off）という2つの部門になり、2008年度に現在の名前になった。

## 受賞とノミネート一覧

### 最低リメイク・続編賞（1994-1995, 1997-1998, 2000-2005年）
- 1994年 『ワイアット・アープ』 - ワーナー・ブラザース - ケビン・コスナー / ローレンス・カスダン / ジム・ウィルソン
  - 『ビバリーヒルズ・コップ3』 - パラマウント映画 - ロバート・レーメ / メイス・ニューフェルド
  - 『シティ・スリッカーズ2/黄金伝説を追え』 - コロンビア ピクチャーズ / キャッスル・ロック・エンターテインメント - ビリー・クリスタル
  - 『フリントストーン/モダン石器時代』 - ユニバーサル・ピクチャーズ - ブルース・コーエン
  - 『めぐり逢い』 - ワーナー・ブラザース - ウォーレン・ベイティ

- 1995年 『スカーレット・レター』 - ハリウッド・ピクチャーズ - ローランド・ジョフィ / アンドリュー・G・ヴァイナ
  - 『エース・ベンチュラ2 ジム・キャリーのエースにおまかせ!』 - ワーナー・ブラザース - ジェームズ・G・ロビンソン
  - 『ジキル博士はミス・ハイド』 - Savoy Pictures - ロバート・シャピロ / ジェリー・レイダー
  - 『ショーガール』（『イヴの総て』、The Lonely Lady のリメイク扱い） - メトロ・ゴールドウィン・メイヤー / ユナイテッド・アーティスツ - チャールズ・エヴァンス / アラン・マーシャル
  - 『光る眼』 - ユニバーサル・ピクチャーズ - マイケル・プレガー / サンディ・キング

- 1997年 『スピード2』 - 20世紀フォックス - ヤン・デ・ボン / マイケル・ペイサー
  - 『バットマン & ロビン Mr.フリーズの逆襲』 - ワーナー・ブラザース - ピーター・マクレガー＝スコット
  - 『ホーム・アローン3』 - 20世紀フォックス - ジョン・ヒューズ / ヒルトン・グリーン
  - 『ロスト・ワールド/ジュラシック・パーク』 - ユニバーサル・ピクチャーズ - キャスリーン・ケネディ / ジェラルド・R・モーレン / コリン・ウィルソン
  - 『ホット・ネイビー カリブ海イケイケ大作戦』 - ユニバーサル・ピクチャーズ

- 1998年 『アベンジャーズ』 - ワーナー・ブラザース - ジェリー・ワイントローブ （引き分け）
- 1998年 『GODZILLA』 トライスター ピクチャーズ - ディーン・デヴリン （引き分け）
- 1998年 『サイコ』 ユニバーサル・ピクチャーズ - ブライアン・グレイザー / ガス・ヴァン・サント （引き分け）
  - 『ロスト・イン・スペース』 - ニュー・ライン・シネマ
  - 『ジョー・ブラックをよろしく』（『明日なき抱擁』のリメイク） - ユニバーサル・ピクチャーズ - マーティン・ブレスト

- 2000年 『ブレアウィッチ2』 - Artisan - ビル・カラッロ
  - 『グリンチ』 - ユニバーサル・ピクチャーズ - ブライアン・グレイザー
  - 『フリントストーン2/ビバ・ロック・ベガス』 - ユニバーサル・ピクチャーズ - ブルース・コーエン
  - 『追撃者』 - ワーナー・ブラザース - ニール・カントン / マーク・カントン / エリー・サマハ
  - 『ミッション:インポッシブル2』 - パラマウント映画 - トム・クルーズ / ポーラ・ワグナー

- 2001年 『PLANET OF THE APES/猿の惑星』 - 20世紀フォックス - リチャード・D・ザナック / ラルフ・ウィンター
  - 『クロコダイル・ダンディー in L.A.』 - パラマウント映画
  - 『ジュラシック・パークIII』 - ユニバーサル・ピクチャーズ - キャスリーン・ケネディ / ラリー・J・フランコ
  - 『パール・ハーバー』（『トラ・トラ・トラ!』のリメイクとして） - タッチストーン・ピクチャーズ - マイケル・ベイ / ジェリー・ブラッカイマー
  - 『スウィート・ノベンバー』 - ワーナー・ブラザース

- 2002年 『スウェプト・アウェイ』 - スクリーン ジェムズ / マシュー・ヴォーン
  - 『アイ・スパイ』 - コロンビア ピクチャーズ
  - 『Mr.ディーズ』 - コロンビア ピクチャーズ / ニュー・ライン・シネマ - シド・ギャニス / ジャック・ジャラプト
  - 『ピノッキオ』 - ミラマックス - ジャンルイジ・ブラスキ / ニコレッタ・ブラスキ / エルダ・フェッリ
  - 『スター・ウォーズ エピソード2/クローンの攻撃』 - 20世紀フォックス - ジョージ・ルーカス / リック・マッカラム

- 2003年 『チャーリーズ・エンジェル フルスロットル』 - コロンビア ピクチャーズ - ドリュー・バリモア / レナード・ゴールドバーグ / ナンシー・ジュヴォネン
  - 『ワイルド・スピードX2』 - ユニバーサル・ピクチャーズ - リー・R・メイズ / ニール・H・モリッツ
  - 『新 Mr.ダマー ハリーとロイド、コンビ結成!』 - ニュー・ライン・シネマ
  - 『アメリカン・スター』（『ボーイハント』と『1984年のボーイハント』のリメイクとして） - 20世紀フォックス - ジョン・スティーヴン・アゴグリア
  - 『テキサス・チェーンソー』 - ニュー・ライン・シネマ

- 2004年 『スクービー・ドゥー2 モンスターパニック』 - ワーナー・ブラザース
  - 『エイリアンVSプレデター』 - 20世紀フォックス - ウォルター・ヒル / ゴードン・キャロル / デヴィッド・ガイラー / ジョン・デイヴィス
  - 『アナコンダ2』 - スクリーン ジェムズ
  - 『80デイズ』 - ウォルト・ディズニー・ピクチャーズ
  - 『エクソシスト ビギニング』 - ワーナー・ブラザース - ガイ・マケルウェイン / デヴィッド・C・ロビンソン / ジェームズ・G・ロビンソン

- 2005年 『マスク2』 - ニュー・ライン・シネマ - エリカ・ハギンズ / スコット・クルーフ
  - 『奥さまは魔女』 - コロンビア ピクチャーズ
  - Deuce Bigalow: European Gigolo - コロンビア ピクチャーズ - アダム・サンドラー / ジョン・シュナイダー
  - 『デュークス・オブ・ハザード』 - ワーナー・ブラザース - ビル・ガーバー
  - 『蝋人形の館』 - ワーナー・ブラザース - スーザン・ダウニー / ジョエル・シルバー / ロバート・ゼメキス

### 最低前日譚・続編賞（2006-2007年）
- 2006年 『氷の微笑2』 - コロンビア ピクチャーズ - マリオ・カサール / ジョエル・B・マイケルズ / アンドリュー・G・ヴァイナ
  - 『ビッグママ・ハウス2』 - 20世紀フォックス - マイケル・グリーン / デヴィッド・T・フレンドリー
  - 『ガーフィールド2』 - 20世紀フォックス
  - 『ウォルト・ディズニーのサンタクローズ3/クリスマス大決戦!』 - ウォルト・ディズニー・ピクチャーズ - ティム・アレン / ブライアン・ライリー / ジェフリー・シルヴァー
  - 『テキサス・チェーンソー ビギニング』 - ニュー・ライン・シネマ

- 2007年 『チャーリーと18人のキッズ in ブートキャンプ』 - トライスター ピクチャーズ / レボリューション・スタジオズ - マット・ベレンソン / ジョン・デイヴィス / ウィック・ゴッドフレイ
  - 『AVP2 エイリアンズVS.プレデター』 - 20世紀フォックス
  - 『エバン・オールマイティ』 - ユニバーサル・ピクチャーズ - ゲイリー・バーバー / ロジャー・バーンボーム / マイケル・ボスティック / ニール・H・モリッツ / トム・シャドヤック
  - 『ハンニバル・ライジング』 - ワインスタイン・カンパニー
  - 『ホステル2』 - ライオンズゲート

### 最低リメイク・盗作賞（2006-2007年）
- 2006年 『最凶赤ちゃん計画』 （1954年のバッグス・バニーのアニメ Baby Buggy Bunny の盗作） - コロンビア ピクチャーズ / レボリューション・スタジオズ - リック・アルヴァレス / リー・R・メイズ / マーロン・ウェイアンズ / ショーン・ウェイアンズ
  - 『ピンクパンサー』 - コロンビア ピクチャーズ
  - 『ポセイドン』 - ワーナー・ブラザース - アキヴァ・ゴールズマン
  - 『シャギー・ドッグ』 - ウォルト・ディズニー・ピクチャーズ
  - 『ウィッカーマン』 - ワーナー・ブラザース - ニコラス・ケイジ / ランダル・エメット / ノーム・ゴライトリー / アヴィ・ラーナー / ジョアン・セラー

- 2007年 I Know Who Killed Me （『ホステル』、『ソウ』、『パティ・デューク・ショウ』の盗作） - トライスター ピクチャーズ - デヴィッド・グレイス / フランク・マンキューソ・ジュニア
  - 『ボクらのママに近づくな!2』（『ボクらのママに近づくな!』の続編、『ウチの亭主と夢の宿』のリメイク） - コロンビア ピクチャーズ / レボリューション・スタジオズ
  - Bratz: The Movie - ライオンズゲート
  - 『鉄板英雄伝説』（多くの映画の盗作） - 20世紀フォックス - ポール・シフ
  - Who's Your Caddy? （『ボールズ・ボールズ』の盗作） - メトロ・ゴールドウィン・メイヤー / ディメンション・フィルムズ

### 最低前日譚・リメイク・盗作・続編賞（2008年以降）
- 2008年 『インディ・ジョーンズ/クリスタル・スカルの王国』 - パラマウント映画 / ルーカスフィルム - ジョージ・ルーカス / キャスリーン・ケネディ / フランク・マーシャル
  - 『地球が静止する日』 - 20世紀フォックス
  - 『ディザスター・ムービー!おバカは地球を救う』 - ライオンズゲート、 『ほぼ300』 - 20世紀フォックス （2作同時ノミネート） - ジェイソン・フリードバーグ / ピーター・サフラン / アーロン・セルツァー
  - 『スピード・レーサー』 - ワーナー・ブラザース
  - 『スター・ウォーズ/クローン・ウォーズ』 - ルーカスフィルム / ワーナー・ブラザース

- 2009年 『マーシャル博士の恐竜ランド』 - ユニバーサル・ピクチャーズ
  - 『G.I.ジョー』 - パラマウント映画 / ハズブロ
  - 『ピンクパンサー2』 - コロンビア ピクチャーズ / メトロ・ゴールドウィン・メイヤー
  - 『トランスフォーマー/リベンジ』 - パラマウント映画 / ハズブロ / ドリームワークス
  - 『ニュームーン/トワイライト・サーガ』 - サミット・エンターテインメント

- 2010年 『セックス・アンド・ザ・シティ2』 - ニュー・ライン・シネマ / ヴィレッジ・ロードショー・ピクチャーズ
  - 『タイタンの戦い』 - ワーナー・ブラザース
  - 『エアベンダー』 - ニコロデオン・ムービーズ / ザ・ケネディ/マーシャル・カンパニー / パラマウント映画
  - 『エクリプス/トワイライト・サーガ』 - サミット・エンターテインメント
  - 『ほぼトワイライト』 - 20世紀フォックス

- 2011年 『ジャックとジル』 - コロンビア ピクチャーズ（『グレンとグレンダ』の盗作でリメイク）
  - 『ミスター・アーサー』 - ワーナー・ブラザース
  - 『ポルノ☆スターへの道』 - コロンビア ピクチャーズ（『ブギーナイツ』及び『スタア誕生』の盗作）
  - 『ハングオーバー!! 史上最悪の二日酔い、国境を越える』 - ワーナー・ブラザース
  - 『トワイライト・サーガ/ブレイキング・ドーン Part1』 - サミット・エンターテインメント

- 2012年 『トワイライト・サーガ/ブレイキング・ドーン Part2』 - サミット・エンターテインメント
  - 『ゴーストライダー2』 - コロンビア ピクチャーズ
  - Tyler Perry's Madea's Witness Protection - ライオンズゲート
  - 『ピラニア リターンズ』 - ディメンション・フィルムズ
  - 『レッド・ドーン』 - フィルム・ディストリクト

- 2013年[1] 『ローン・レンジャー』 – ウォルト・ディズニー・ピクチャーズ
  - 『アダルトボーイズ遊遊白書』 - コロンビア ピクチャーズ
  - 『ハングオーバー!!! 最後の反省会』 - ワーナー・ブラザース
  - Scary Movie 5 - ワインスタイン・カンパニー
  - 『スマーフ2 アイドル救出大作戦!』 - コロンビア ピクチャーズ

- 2014年 『ANNIE/アニー』 - コロンビア ピクチャーズ
  - Atlas Shrugged Part III: Who Is John Galt? - Atlas Distribution Company
  - 『ザ・ヘラクレス』 - サミット・エンターテインメント
  - 『ミュータント・タートルズ』 - パラマウント映画
  - 『トランスフォーマー/ロストエイジ』 - パラマウント映画 / ハズブロ

- 2015年 『ファンタスティック・フォー』 - 20世紀フォックス
  - 『アルビン4 それいけ! シマリス大作戦』 – 20世紀フォックス
  - 『オフロでGO!!!!! タイムマシンはジェット式2』 – パラマウント映画
  - 『ムカデ人間3』 – IFC Midnight
  - 『モール・コップ ラスベガスも俺が守る！』 – コロンビア ピクチャーズ

- 2016年 『バットマン vs スーパーマン ジャスティスの誕生』 - ワーナー・ブラザース
  - 『アリス・イン・ワンダーランド/時間の旅』 – ウォルト・ディズニー・ピクチャーズ
  - Fifty Shades of Black – オープン・ロード・フィルムズ
  - 『インデペンデンス・デイ: リサージェンス』 – 20世紀フォックス
  - 『ミュータント・ニンジャ・タートルズ:影〈シャドウズ〉』 – パラマウント映画, ニコロデオン・ムービーズ
  - 『ズーランダー NO.2』 – パラマウント映画

- 2017年 『フィフティ・シェイズ・ダーカー』 - ユニバーサル・ピクチャーズ
  - 『ベイウォッチ』 – パラマウント映画
  - Boo 2! A Madea Halloween – ライオンズゲート
  - 『ザ・マミー/呪われた砂漠の王女』 – ユニバーサル・ピクチャーズ
  - 『トランスフォーマー/最後の騎士王』 – パラマウント映画

- 2018年 『俺たちホームズ&ワトソン』 - コロンビア ピクチャーズ
  - Death of a Nation（『ヒラリーのアメリカ、民主党の秘密の歴史』のリメイク） – Quality Flix
  - 『デス・ウィッシュ』 – メトロ・ゴールドウィン・メイヤー
  - 『MEG ザ・モンスター』（『ジョーズ』の盗作） – ワーナー・ブラザース
  - 『フッド: ザ・ビギニング』 – サミット・エンターテインメント

- 2019年 『ランボー ラスト・ブラッド』 - ライオンズゲート
  - 『X-MEN:ダーク・フェニックス』 – 20世紀フォックス
  - 『ゴジラ キング・オブ・モンスターズ』 – ワーナー・ブラザース
  - 『ヘルボーイ』 – ライオンズゲート
  - 『タイラー・ペリー マデアの家族葬』 – ライオンズゲート

- 2020/2021年 『ドクター・ドリトル』 - ユニバーサル・ピクチャーズ
  - 365 Days（『フィフティ・シェイズ・オブ・グレイ』の盗作） – Next Film
  - 『ファンタジー・アイランド』 – コロンビア ピクチャーズ
  - 『ヒュービーのハロウィーン』（『Ernest Scared Stupid』の盗作） – Netflix
  - 『ワンダーウーマン 1984』 – ワーナー・ブラザース